# 参与官
参与官（さんよかん）とは、大正13年（1924年）8月12日から昭和23年（1948年）4月14日まで日本の各省に設置されていた勅任官。

## 解説
従前の勅任参事官に替えて護憲三派内閣（加藤高明内閣）のときに設置された。政務次官の下に貴・衆両院議員の中から政治任用によって1名が任命され、大臣の補佐及び帝国議会との交渉などを担当した。
現代日本に於ける大臣政務官に相当する官職だが、現行の大臣政務官の地位が事務次官の上位（大臣 - 副大臣 - 大臣政務官 - 事務次官）であるのに対し、参与官は各省次官の次位（大臣 - 政務次官 - 各省次官 - 参与官）に位置付けられていた。なお参与官を設置する際、陸軍省と海軍省にもこれを設置するかで問題になった。軍部は統帥権の観点から激しく反対したが、結局軍機に関与しない実質的な名誉職とすることを条件に軍部側もこれを受け入れるに至った。
戦後になって「政務次官の臨時設置に関する法律」（昭和23年法律第26号附則第5条）により廃止され、以後平成13年（2001年）の中央省庁再編まで、大臣・政務次官・大臣秘書官以外の各省庁の官職は原則として職業公務員によって占められることになった。
なお参与官は、これにさかのぼる明治31年（1898年）10月にも当時の隈板内閣（第一次大隈内閣）によって、陸軍省と海軍省を除くすべての省に設置されたことがあるが、間もなく同内閣が倒れたために名目だけに終わり、翌年4月に次の第二次山県内閣によって廃止されている。